# Puijo-Turm
Der Puijo-Turm ist ein 1963 erbauter 75 Meter hoher Fernsehturm in der finnischen Stadt Kuopio. Er befindet sich oberhalb der Puijo-Schanzen und wurde im Jahre 2004 umfassend renoviert und verfügt über zwei Aufzüge und Treppen, um zur Aussichtsplattform zu gelangen. Dieser für die Öffentlichkeit zugängliche Turm verfügt über ein Drehrestaurant mit 100 Plätzen und ist damit der erste dieser Art in Skandinavien.

## Geschichte
Der heutige Puijo-Turm hatte zwei Vorgänger. Der erste Turm wurde bereits 1856 aus Holz gebaut und hatte eine Höhe von 16 Metern. Ein zweiter Turm aus Ziegeln mit einer Höhe von 24 Metern wurde 1906 erbaut. Während des Zweiten Weltkrieges diente der Turm der Luftüberwachung. Er wurde 1963 beim Bau des heutigen Turmes entfernt. 
Der heutige und damit dritte Turm wurde am 27. Juli 1963 fertiggestellt.

## Beschreibung
Der Puijo-Turm besteht aus einem kreisrunden Turmschaft aus Beton, der sich nach oben nicht verjüngt. Auf seiner Spitze trägt er einen kegelförmig auskragenden Turmkorb, auf dessen Dach sich Antennenplattformen fortsetzen, die von einem Antennen-Gittermast bekrönt werden. Der dreigeschossige Turmkorb hat im unteren Stockwerk kleine Fenster und beherbergt das Betriebsgeschoss. Die beiden oberen Geschosse haben komplett umlaufend große Panorama-Fenster. Im mittleren Geschoss befindet sich das Drehrestaurant, in der Ebene darüber ist ein Café untergebracht. Auf dem Dach des Turmkorbs befindet sich noch eine Freiluft-Plattform.

## Bildergalerie

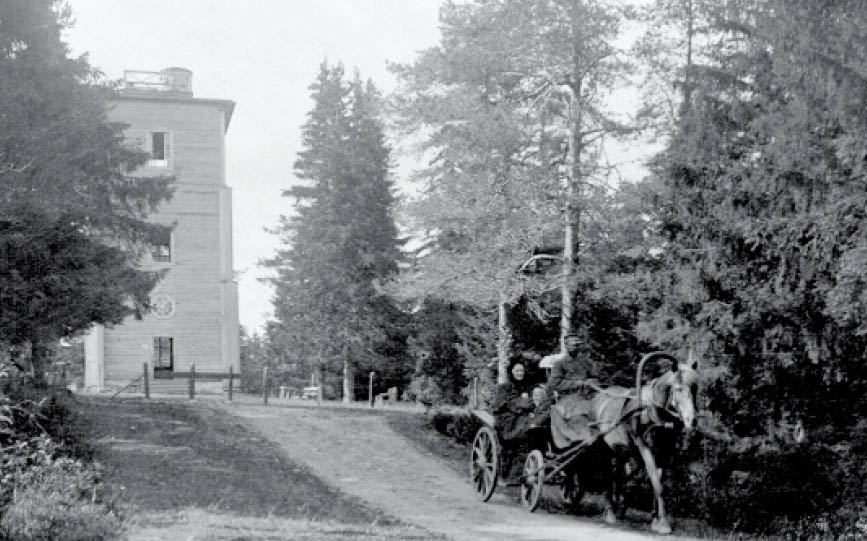
Der erste Turm im Jahre 1900
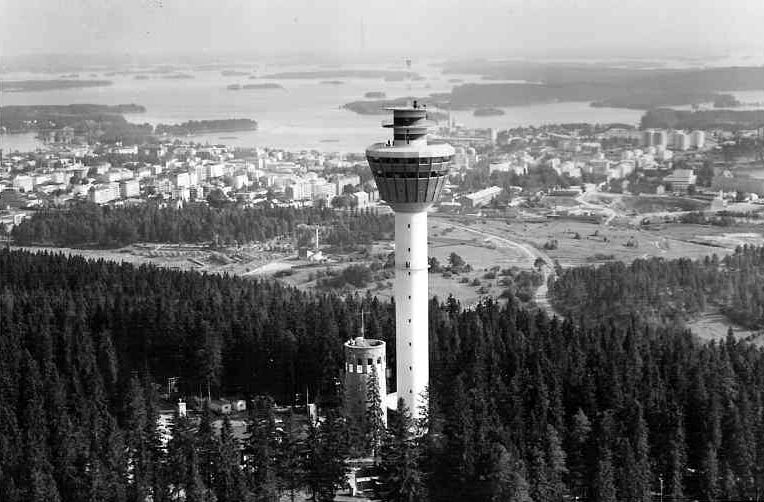
Der zweite und der heutige Turm 1963
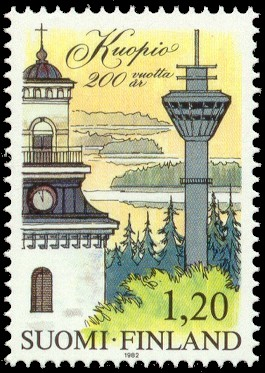
Briefmarke 1982 anlässlich 200 Jahre Kuopio